# Mycetia chasalioides
Mycetia chasalioides là một loài thực vật có hoa trong họ Thiến thảo. Loài này được (Craib) Craib mô tả khoa học đầu tiên năm 1914.